# Corporales
Corporales è un comune spagnolo di 53 abitanti situato nella comunità autonoma di La Rioja.